# Zinaida Popa
Zinaida Popa (sau Duca; n.  ?) este o psihologă și politiciană din Republica Moldova, consilieră în Consiliul municipal Chișinău. În 2021 a fost deputată în legislatura 2021-2025 a Parlamentului Republicii Moldova, reprezentantă a Partidului Acțiune și Solidaritate (PAS).

## Biografie

### Activitate politică
Zinaida Duca a fost aleasă în Consiliul municipal Chișinău (CMC) în urma alegerilor locale din 2019, când a reprezentat Blocul electoral „ACUM Platforma DA și PAS”, și a celor din 2023, de data aceasta din partea PAS.
A candidat cu numărul 54 pe lista Blocului ACUM la alegerile parlamentare din 2019, dar nu a reușit să acceadă în parlament. A candidat din nou, cu numărul 60 pe lista Partidului Acțiune și Solidaritate, la alegerile parlamentare din 2021 și a acces în parlament. La scurt timp, la 24 august 2021, a depus mandatul pentru a se întoarce în CMC, unde a fost numită vicepreședinte al fracțiunii PAS, iar ulterior președinte al acesteia.
În februarie 2024, Popa a fost numită în funcția de director interimar al centrului expozițional Moldexpo, fără a părăsi fotoliul de consilier.